# 세바스티안 라르손
세바스티안 라르손(스웨덴어: Sebastian Bengt Ulf Larsson, 1985년 6월 6일 ~ )은 스웨덴의 은퇴한 축구 선수이다. 미드필더로 뛰었으며 스웨덴 축구 국가대표팀에서도 활약했다.

## 사진

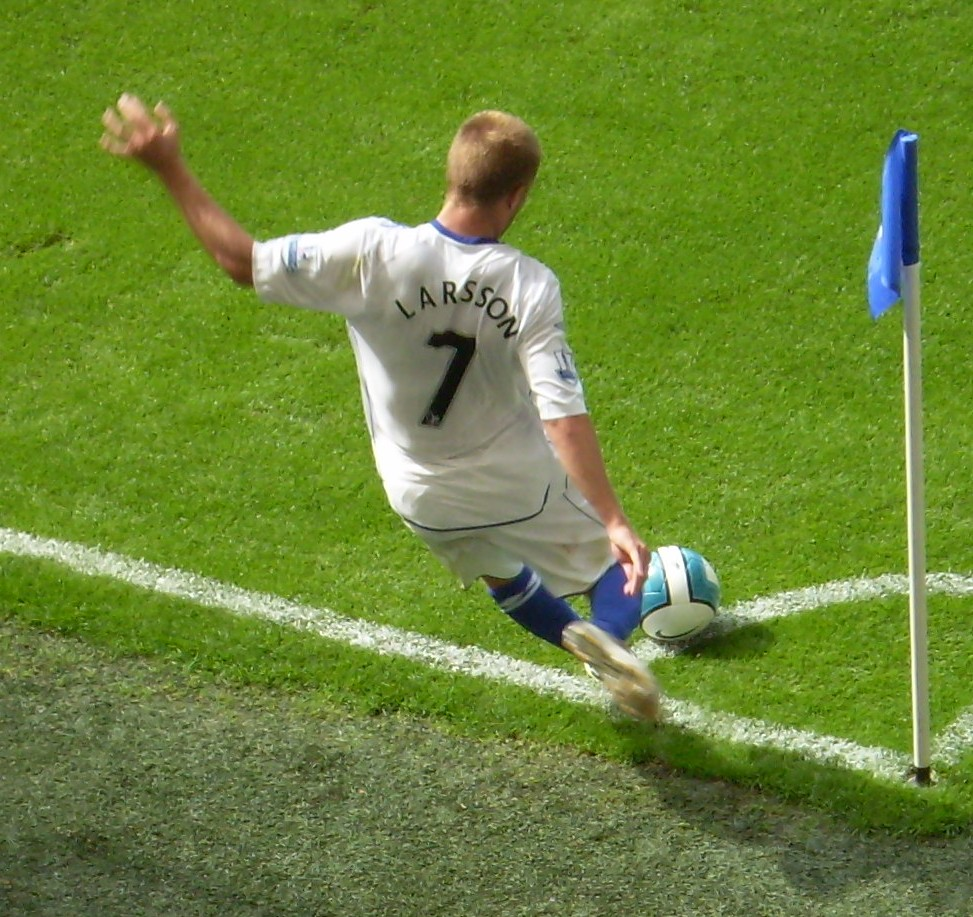
세바스티안 라르손이 코너킥을 차는 모습 (2007년 촬영)
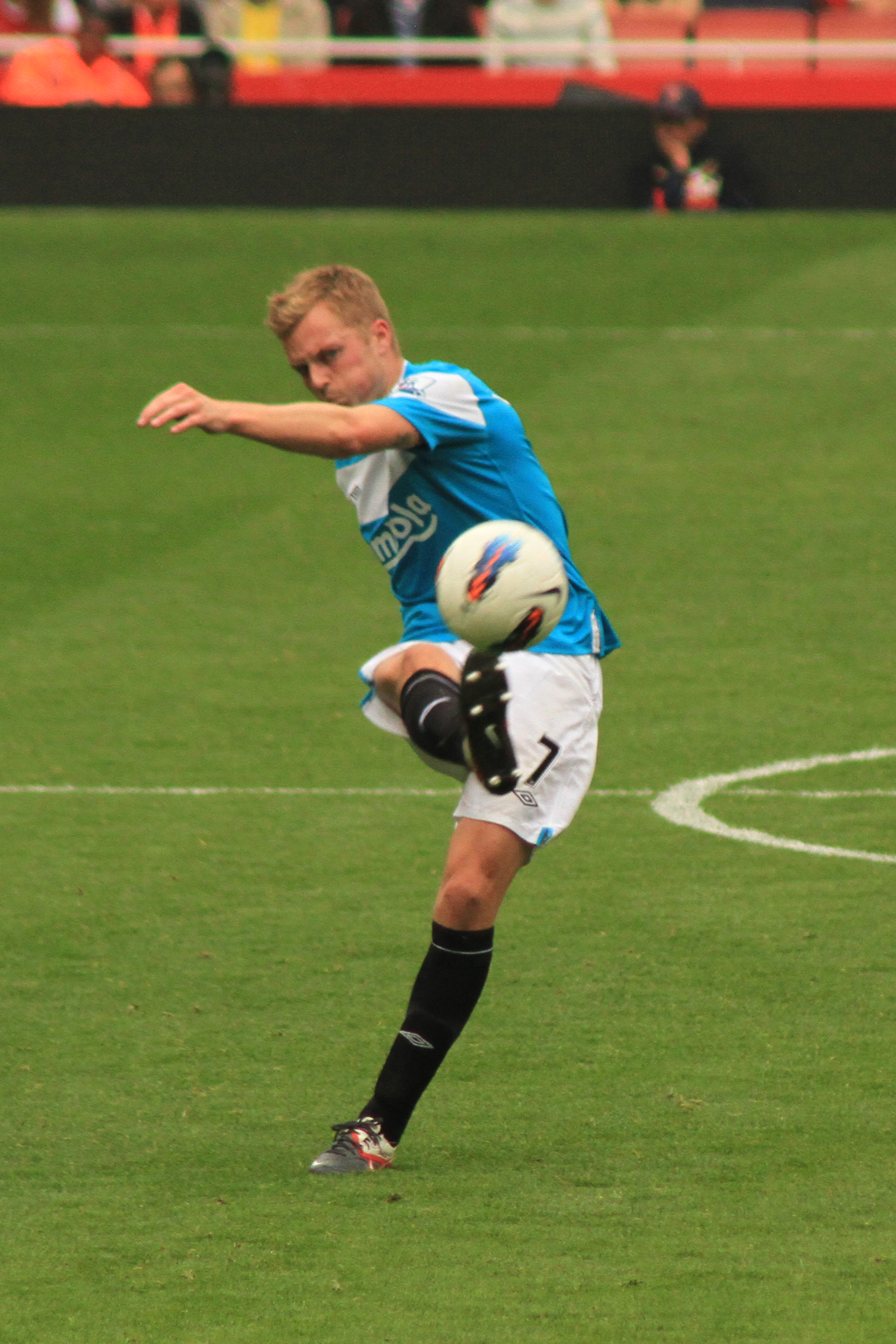
세바스티안 라르손이 아스널과의 경기에서 프리킥을 차는 모습 (2011년 10월 촬영)

## 수상

### 버밍엄 시티 FC
- 풋볼 리그컵 : 2010-11 (우승)

## 같이 보기
- A매치 100경기 이상 출전한 축구 선수 명단